# Jesper Bank
Jesper Bank (Fredericia, 6 de abril de 1957) es un deportista danés que compitió en vela en la clase Soling. 
Participó en cuatro Juegos Olímpicos de Verano, entre los años 1984 y 2000, obteniendo en total tres medallas (las tres en la clase Soling), bronce en Seúl 1988 (junto con Jan Mathiasen y Steen Secher), oro en Barcelona 1992 (con Steen Secher y Jesper Seier) y oro en Sídney 2000 (con Henrik Blakskjær y Thomas Jacobsen).
Ganó dos medallas de plata en el Campeonato Mundial de Soling entre los años 1992 y 1994, y cuatro medallas en el Campeonato Europeo de Soling entre los años 1988 y 2000.

## Palmarés internacional
| \| Juegos Olímpicos \| Juegos Olímpicos \| Juegos Olímpicos \| Juegos Olímpicos \| \| Año \| Lugar \| Medalla \| Clase \| \| ------------------ \| --------------------- \| ----------------- \| ---------------- \| \| 1988 \| Seúl (Corea del Sur) \| Medalla de bronce \| Soling \| \| 1992 \| Barcelona (España) \| Medalla de oro \| Soling \| \| 2000 \| Sídney (Australia) \| Medalla de oro \| Soling \| \| Campeonato Mundial \| \| \| \| \| Año \| Lugar \| Medalla \| Clase \| \| 1992 \| Cádiz (España) \| Medalla de plata \| Soling \| \| 1994 \| Helsinki (Finlandia) \| Medalla de plata \| Soling \| \| Campeonato Europeo \| \| \| \| \| Año \| Lugar \| Medalla \| Clase \| \| 1988 \| Alassio (Italia) \| Medalla de bronce \| Soling \| \| 1989 \| Oslo (Noruega) \| Medalla de oro \| Soling \| \| 1995 \| Marstrand (Suecia) \| Medalla de oro \| Soling \| \| 2000 \| La Rochelle (Francia) \| Medalla de oro \| Soling \| |                       |                   |        |
| Juegos Olímpicos |                       |                   |        |
| Año | Lugar                 | Medalla           | Clase  |
| 1988 | Seúl (Corea del Sur)  | Medalla de bronce | Soling |
| 1992 | Barcelona (España)    | Medalla de oro    | Soling |
| 2000 | Sídney (Australia)    | Medalla de oro    | Soling |
| Campeonato Mundial |                       |                   |        |
| Año | Lugar                 | Medalla           | Clase  |
| 1992 | Cádiz (España)        | Medalla de plata  | Soling |
| 1994 | Helsinki (Finlandia)  | Medalla de plata  | Soling |
| Campeonato Europeo |                       |                   |        |
| Año | Lugar                 | Medalla           | Clase  |
| 1988 | Alassio (Italia)      | Medalla de bronce | Soling |
| 1989 | Oslo (Noruega)        | Medalla de oro    | Soling |
| 1995 | Marstrand (Suecia)    | Medalla de oro    | Soling |
| 2000 | La Rochelle (Francia) | Medalla de oro    | Soling |